# George Lott
George Martin Lott (ur. 16 października 1906 w Springfield, zm. 2 grudnia 1991 w Chicago) – amerykański tenisista, zwycięzca Wimbledonu, mistrzostw USA i mistrzostw Francji w grze podwójnej, reprezentant w Pucharze Davisa.

## Kariera tenisowa
W czasie studiów na University of Chicago poza tenisem uprawiał baseball.
Między 1924 a 1934 rokiem dziewięciokrotnie został sklasyfikowany w czołowej dziesiątce rankingu amerykańskiego, w tym w 1931 roku na pozycji wicelidera. Na czele rankingu w tymże roku znajdował się Ellsworth Vines, który pokonał Lotta w finale mistrzostw USA. Finał mistrzostw USA okazał się największym sukcesem singlowym w karierze Lotta, który ponadto mógł się szczycić tytułem mistrza USA na kortach ziemnych (1932, po finale z Bryanem Grantem).
W grze podwójnej i mieszanej George Lott odniósł łącznie dwanaście zwycięstw wielkoszlemowych. W mistrzostwach USA triumfował pięć razy w deblu, z trzema różnymi partnerami (Johnem Doegiem, Lesem Stoefenem i Johnem Henneseyem) oraz trzy razy w mikście (dwukrotnie z Betty Nuthall i raz z Helen Jacobs). W 1931 roku w parze z Johnem Van Rynem wygrał mistrzostwa Francji. Był w trzech deblowych finałach Wimbledonu, z których wygrał dwa, za każdym razem pokonując francuskich „Muszkieterów Tenisa” – w 1931 w parze z Van Rynem zwyciężył z Jacques’em Brugnonem i Henrim Cochetem, a w 1934 roku z Lesem Stoefenem pokonał Jacques’a Brugnona i Jeana Borotrę. W finale w 1930 roku, występując z Johnem Doegiem, musiał uznać wyższość innej amerykańskiej pary, Johna Van Ryna i Wilmera Allisona. W 1931 roku triumfował w wimbledońskim mikście w parze z Anną McCune Harper.
Lott wygrywał również mistrzostwa USA w deblu w hali (1932 z Van Rynem, 1934 ze Stoefenem) i na nawierzchni ziemnej (1932 z Grantem).
W latach 1928–1934 występował w reprezentacji USA w Pucharze Davisa (poza 1932) i pozostał niepokonany w deblu (11 wygranych spotkań), w singlu uzyskując bilans 7 zwycięstw i 4 porażek. W żadnej z edycji z udziałem Lotta Amerykanom nie udało się triumfować w Pucharze Davisa. Dwukrotnie przegrane pojedynki Lotta przesądzały losy rywalizacji na korzyść Francji – w 1929 Amerykanin uległ w piątym meczu finału przeciwko Cochetowi, a rok później w czwartym spotkaniu finału przegrał z Borotrą.
W 1934 roku Lott dołączył do grona tenisistów zawodowych i uczestniczył w meczach pokazowych. Zdobył również dwukrotnie deblowe mistrzostwo USA profesjonalistów, w 1935 w parze z Lesem Stoefenem i w 1937 z Vincentem Richardsem.
Był tenisistą praworęcznym, skutecznym woleistą, z różnorodnymi zagraniami taktycznymi. Stosował zmienne rotacje w zagraniach. Po zakończeniu kariery zawodniczej pracował jako trener zespołu akademickiego na Loyola University, do późnej starości.
W 1964 roku został uhonorowany miejscem w Międzynarodowej Tenisowej Galerii Sławy.

### Finały w turniejach wielkoszlemowych

#### Gra pojedyncza (0–1)
| Końcowy wynik | Nr | Data | Turniej                                | Nawierzchnia | Przeciwnik      | Wynik finału       |
| ------------- | -- | ---- | -------------------------------------- | ------------ | --------------- | ------------------ |
| Finalista     | 1. | 1931 | U.S. National Championships, Nowy Jork | Trawiasta    | Ellsworth Vines | 9:7, 3:6, 7:9, 5:7 |

#### Gra podwójna (8–1)
| Końcowy wynik | Nr | Data | Turniej                                | Nawierzchnia | Partner        | Przeciwnicy                     | Wynik finału              |
| ------------- | -- | ---- | -------------------------------------- | ------------ | -------------- | ------------------------------- | ------------------------- |
| Zwycięzca     | 1. | 1928 | U.S. National Championships, Nowy Jork | Trawiasta    | John Hennessey | Gerald Patterson John Hawkes    | 6:2, 6:1, 6:2             |
| Zwycięzca     | 2. | 1929 | U.S. National Championships, Nowy Jork | Trawiasta    | John Doeg      | Berkeley Bell Lewis White       | 10:8, 16:14, 6:1          |
| Finalista     | 1. | 1930 | Wimbledon, Londyn                      | Trawiasta    | John Doeg      | Wilmer Allison John Van Ryn     | 3:6, 3:6, 2:6             |
| Zwycięzca     | 3. | 1930 | U.S. National Championships, Nowy Jork | Trawiasta    | John Doeg      | Wilmer Allison John Van Ryn     | 8:6, 6:3, 3:6, 13:15, 6:4 |
| Zwycięzca     | 4. | 1931 | French Championships, Paryż            | Ceglana      | John Van Ryn   | Vernon Kirby Norman Farquharson | 6:4, 6:3, 6:4             |
| Zwycięzca     | 5. | 1931 | Wimbledon, Londyn                      | Trawiasta    | John Van Ryn   | Henri Cochet Jacques Brugnon    | 6:2, 10:8, 9:11, 3:6, 6:3 |
| Zwycięzca     | 6. | 1933 | U.S. National Championships, Nowy Jork | Trawiasta    | Lester Stoefen | Frank Parker Frank Shields      | 11:13, 9:7, 9:7, 6:3      |
| Zwycięzca     | 7. | 1934 | Wimbledon, Londyn                      | Trawiasta    | Lester Stoefen | Jean Borotra Jacques Brugnon    | 6:2, 6:3, 6:4             |
| Zwycięzca     | 8. | 1934 | U.S. National Championships, Nowy Jork | Trawiasta    | Lester Stoefen | Wilmer Allison John Van Ryn     | 6:4, 9:7, 3:6, 6:4        |

#### Gra mieszana (4–1)
| Końcowy wynik | Nr | Data | Turniej                                | Nawierzchnia | Partnerka           | Przeciwnicy                       | Wynik finału    |
| ------------- | -- | ---- | -------------------------------------- | ------------ | ------------------- | --------------------------------- | --------------- |
| Zwycięzca     | 1. | 1929 | U.S. National Championships, Nowy Jork | Trawiasta    | Betty Nuthall       | Phyllis Covell Bunny Austin       | 6:3, 6:3        |
| Zwycięzca     | 2. | 1931 | Wimbledon, Londyn                      | Trawiasta    | Anna McCune Harper  | Joan Ridley Ian Collins           | 6:3, 1:6, 6:1   |
| Zwycięzca     | 3. | 1931 | U.S. National Championships, Nowy Jork | Trawiasta    | Betty Nuthall       | Anna McCune Harper Wilmer Allison | 6:3, 6:3        |
| Finalista     | 1. | 1933 | U.S. National Championships, Nowy Jork | Trawiasta    | Sarah Palfrey Cooke | Elizabeth Ryan Ellsworth Vines    | 9:11, 1:6       |
| Zwycięzca     | 4. | 1934 | U.S. National Championships, Nowy Jork | Trawiasta    | Helen Jacobs        | Elizabeth Ryan Lester Stoefen     | 4:6, 13:11, 6:2 |